# Michael E. Van Ness
Michael E. Van Ness (1974) è un astronomo statunitense.
Michael E. Van Ness ha studiato alla Northern Arizona University . Nel 1998 ha iniziato a lavorare nell'ambito del programma LONEOS. Si interessa di archeoastronomia .

## Scoperte
Ha scoperto due comete periodiche, la 213P/Van Ness e la 327P/Van Ness e una cometa non periodica, la C/2004 S1 Van Ness.

## Riconoscimenti
Gli è stato dedicato un asteroide, 14185 Van Ness.